# Louis Pierre Quarles van Ufford
Jhr. mr. Louis Pierre (Louk) Quarles van Ufford ('s-Gravenhage, 21 februari 1927 - Vorden, 27 oktober 1986) was een Nederlands burgemeester.

## Biografie
Quarles was een lid van de familie Quarles en een zoon van ingenieur en hoogheemraad jhr. ir. Jacob Anton Quarles van Ufford (1889-1947) en Margaretha Blaauw (1895-1971). Hij trouwde in 1959 met Carla Loeber (1932) met wie hij vier kinderen kreeg. Na zijn studie rechten werd hij secretaris van de gemeente Woudrichem. Per 1 juni 1965 werd hij benoemd tot burgemeester van 's-Gravenpolder, 's-Heer Abtskerke en Nisse wat hij bleef tot de gemeentelijke herindeling per 1 januari 1970. Per 1 februari 1970 werd hij burgemeester van de gemeente Hengelo (Gelderland) tot zijn benoeming per 16 augustus 1978 tot burgemeester van Dalfsen wat hij bleef tot 1 april 1985 (hoewel hij wegens ziekte al enige maanden toen niet meer als burgemeester functioneerde).

## Onderscheiding
- Hij was Ridder in de Orde van Oranje-Nassau.